# NGC 2814
NGC 2814 je galaksija u zviježđu Velikom medvjedu.

## Vanjske poveznice
- SEDS: NGC 2814